# 格利凯里乌斯
格利凯里乌斯（拉丁語：Glycerius，?—約480年），罗马帝国西部的皇帝（473年-474年在位）。有关的生平资料非常缺乏。

## 生平
只知道格利凯里乌斯在成为皇帝之前，曾经担任过西罗马拉文纳宫廷的内卫军统领。
472年，意大利的将领里西默与当时的皇帝安特米乌斯爆发内战，安特米乌斯被杀，里西默推举了奥利布里乌斯为新的西罗马皇帝。不过就在同一年内，里西默和奥利布里乌斯都相继死去。继承里西默权位的贡多巴德推举格利凯里乌斯为新的皇帝。
无论是奥利布里乌斯还是格利凯里乌斯，均没有得到东罗马皇帝的承认。所以从某种意义上讲，他们是“非法”的。东罗马皇帝利奥一世在得知安特米乌斯被杀之后，准备物色一个新的西罗马皇帝人选。这个人就是尼波斯，他是利奥一世的皇后的侄女的丈夫。474年，尼波斯带着从东罗马带来的大队人马进入意大利，而掌握西罗马军队的贡多巴德抛弃了格利凯里乌斯，回到勃艮第继承王位。格利凯里乌斯无力与尼波斯对抗，于是被迫退位。之后成为萨罗纳主教。
475年，尼波斯被欧瑞斯特赶出了意大利，欧瑞斯特立自己儿子罗慕路斯·奥古斯都为帝。紧接着476年，欧瑞斯特又被奧多亞塞所推翻，罗慕路斯退位，史书上一般把这个事件作为西罗马帝国灭亡的标志。
480年，尼波斯被杀，同年一个叫格利凯里乌斯的人被奧多亞塞立为米兰大主教，不过不确定是否是同名。格利凯里乌斯可能参与了刺杀尼波斯的行为。
格利凯里乌斯此后就在历史记载中消失了。